# 锡航桥
31°36′10″N 120°15′46″E / 31.60277°N 120.26283°E
锡航桥，位于中华人民共和国江苏省无锡市梁溪区山北街道，是一架跨京杭大运河大桥。

## 沿革
锡航桥位于山北街道新惠路北侧古运河上，1977-1978年，无锡县建成锡航桥，为江苏省内首座双车道跨径50米的公路刚架拱桥。2006年被当地政府定为危桥，同年11月5日至2007年6月30日实施交通封闭，并在原址上拆除重建。总投资300万元，无锡市市政建设工程总公司承建，建成后为三跨简支梁桥，桥长65米、宽7米。2008年6月通车。